# 史克威尔艾尼克斯蒙特利尔
史克威尔艾尼克斯蒙特利尔（法語：Square Enix Montréal）是一家已关闭的游戏工作室，最初由游戏开发商史克威尔艾尼克斯在加拿大蒙特利尔设立，关闭前属于拥抱者集团。知名作品为改编自Eidos多个品牌的作品、面向智能手机和平板电脑的回合制解谜游戏《Go》系列。
工作室成立于2011年11月，最初计划为系列打造全新的主机作品，聘请了数百名员工，后来于2013年转换策略，转变为史克威尔艾尼克斯的手机游戏指定工作室，作品从《杀手》系列开始做起。公司开发了两款《杀手》手机游戏的原型，这些作品最终变成了图版解谜游戏《杀手Go》（2014）和射击游戏《刺客任務：狙擊挑戰》（2015），前者获得不俗口碑，后者在商业上大获成功，最终促成了另外两部《Go》作品：改编自《古墓丽影》系列的《劳拉Go》（2015）及改编自《杀出重围》系列的《杀出重围Go》（2016）的诞生。2022年5月，史克威尔艾尼克斯将该公司出售给拥抱者集团，公司于10月更名为“Onoma”，同年11月拥抱者宣布将关闭Onoma。

## 歷史
游戏开发商史克威尔艾尼克斯于2011年11月21日宣布成立史克威尔艾尼克斯蒙特利尔工作室，由前史克威尔艾尼克斯伦敦工作室经理李·辛格尔顿（Lee Singleton）领导，员工150人，预期2012年正式投入运营。工作室的定位为打造史克威尔艾尼克斯游戏品牌的3A级大作。首个计划作品为面向主机平台的系列新作，与开创该系列、参与制作《杀手：赦免》（2012）的史克威尔艾尼克斯子公司IO Interactive丹麦工作室合作开发。史克威尔艾尼克斯蒙特利尔工作室刚开始有四名员工，除了辛格尔顿，另外三人是从IO Interactive调来的开发人员，后来发展计划从单个《杀手》作品改为多计划同时进行，员工规模增至150人。辛格尔顿规划了步伐缓慢的设计流程，不急于求成。工作室也获得魁北克政府支持。
次年，史克威尔艾尼克斯开始影响整间公司的改革，并决定指定一家工作室专门开发手机游戏。在两者的推动下，史克威尔艾尼克斯蒙特利尔于2013年6月将重心放在手机游戏开发上，《杀手》品牌和平板电脑端为工作重点。帕特里克·诺德（Patrick Naud）出任工作室经理。工作室悄悄取消了《杀手》主机游戏的开发计划，使许多员工转到其他工作室开发3A大作。留下来的员工受制于小型工作室的工作理念，按照小团队的需求，抛弃了他们精通的单一领域，变成横跨多个领域的通才。公司用两个星期的时间拟定《杀手》手机游戏的草案，促成《杀手Go》（2014）和《杀手：狙击挑战》（2015）诞生。《杀手Go》开启了各作品高度统一、回合制图版解谜游戏系列《Go》，《杀手：狙击挑战》则成为更像传统手机游戏、让玩家通过狙击步枪瞄准镜争相狙杀目标的作品。尽管《杀手Go》和之后改编自《古墓丽影》系列的《劳拉Go》（2015）名利双收，《杀手：狙击挑战》仍是工作室的收入来源。
大型公司制作免费游戏，而不让小型团队打造小游戏，这对游戏行业来说是很新鲜的。两种手机游戏模式都站了独立游戏及3A大作开发文化的对立面，两者产生观念冲突，使得工作室内部出现界限。工作室打算用《杀出重围Go》（2016）解决这种矛盾，在《Go》系列和《狙击精英》之间平分人手，将《Go》系列“纯手工打造的精湛感觉”融入到《狙击精英》“不断推陈出新的更新”中。《杀出重围Go》发行时，工作室员工约40人，他们聚集在为数百人设计的空间中。公司未透露后续计划的消息，尽管母公司的企业理念是希望每间工作室都能很好地覆盖各自的利基市场，他们还是打算继续创作手机游戏。后来他们聘请了参与《光明旅者》及《菲斯》等独立游戏开发的人士。

### 《Go》系列
《Go》系列是专为智能手机和平板电脑打造的回合制解谜游戏。《IGN》的瑞安·麦卡弗里（Ryan McCaffrey）一度认为系列前两部作品是“最智能”的主机游戏衍生手机游戏。《數碼間諜》的山姆·洛夫里奇（Sam Loveridge）认为整个系列非常成功。该系列的游戏均采用简单的触摸屏游玩机制，以此实现各个主角在每个屏幕的简约版图游戏式谜题中移动。在每部作品中，工作室针对图版游戏模式，抽取转录了母公司各个游戏系列中最重要的玩法元素。首部作品《杀手Go》2014年发行，之后改编自《古墓丽影》系列的《劳拉Go》和改编自《杀出重围》系列的《杀出重围Go》分别于2015年和2016年发行。工作室发布了讲述《Go》系列开发过程的纪录短片。
《Go》系列的的受众群体比《狙击挑战》更加广泛，其中半数玩家通过App Store及朋友推荐发现游戏。工作室指出，系列之所以获得成功，部分原因是他们持借助公司庞大资源与主要品牌进行合作的独特立场，同时保持独立开发工作室的小规模及灵活性。他们还认为，《杀出重围Go》所获得的专业评价，证明他们三次成功将历史较长的主机品牌转换成有自己风格的手机游戏作品。工作室认为他们的作品标志着史克威尔艾尼克斯传统3A级作品与享誉盛名的手机游戏交汇合流。
2018年6月，工作室主管帕特里克·诺德表示《Go》系列的创作已结束。他表示该系列虽然是工作室所面临的巨大挑战”，但这些优质手机游戏的回报令人失望，表示“可悲的是，由于定价的原因，仅有一小部分人游玩我们的游戏”。工作室仍会制作手机游戏，诺德称他们打算从现有或新品牌中打造“高端、高质量的原始手机端体验”。

### 被收购及关闭

工作室正式关闭前曾更名为“Onoma”。

2021年3月，工作室宣布为太东旗下的《太空侵略者》品牌制作AR游戏。2021年10月，史克威尔艾尼克斯另立史克威尔艾尼克斯伦敦移动工作室（Square Enix London Mobile），该工作室由诺德担任主管，专注于发行与外部开发工作，并与《古墓丽影》与《降世神通》的版权方进行合作。后来伦敦工作室转入蒙特利尔工作室旗下。
2022年5月，拥抱者集团宣布斥资3亿美元收购史克威尔艾尼克斯欧洲旗下的多个资产，包括蒙特利尔工作室。当时蒙特利尔工作室共有160名员工，其中蒙特利尔有144人，伦敦有16人。工作室认为一旦从史克威尔艾尼克斯脱离后会有品牌重塑，于是成立了“品牌重塑小队”（Rebrand Squad），以便重新起一个用英语和法语都能轻易读出的名字。他们探索了165个名字，最终以希腊语“Onoma”（意为游戏）作为最终定名，体现工作室有很多的可能性。2022年8月，工作室商标名定为“Onoma Studio”。2022年8月26日，拥抱者集团完成收购工作，相关资产由旗下的CDE娱乐（CDE Entertainment）掌管。同年10月，工作室更名为Onoma，业务范围包括“多种产品、项目及产品”。
2022年11月1日，拥抱者集团与CDE娱乐宣布即将关闭Onoma及CDE娱乐内部的QA团队，200名员工将受影响。CDE娱乐总监菲尔·罗杰斯（Phil Rogers）表示之所以关闭，是为了与艺夺蒙特利尔、晶体动力等其他工作室探索开发3A级大作的可能性。消息指，Onoma的部分员工被告知会转到艺夺蒙特利尔。11月23日，工作室宣布《杀出重围Go》、《太空侵略者：隐世英雄》（Space Invaders: Hidden Heroes）、《竞技场战斗冠军》（Arena Battle Champions）和《刺客狙击：暗影》（Hitman Sniper: The Shadows）将于2023年1月下架。

## 开发游戏
| 發行時間 | 遊戲名稱             | 平台 | 平台 | 平台 | 平台 | 平台 | 平台 | 平台 | 平台 |
| 發行時間 | 遊戲名稱             | And  | iOS  | WP   | Win  | Mac  | Lin  | PS4  | Vita |
| -------- | -------------------- | ---- | ---- | ---- | ---- | ---- | ---- | ---- | ---- |
| 2014     | 杀手Go               | 是   | 是   | 是   | 是   | 否   | 是   | 是   | 是   |
| 2015     | 刺客任務：狙擊挑戰   | 是   | 是   | 否   | 否   | 否   | 否   | 否   | 否   |
| 2015     | 劳拉Go               | 是   | 是   | 是   | 是   | 是   | 是   | 是   | 是   |
| 2016     | 杀出重围Go           | 是   | 是   | 是   | 是   | 否   | 否   | 否   | 否   |
| 2021     | 太空入侵者：隐世英雄 | 是   | 是   | 否   | 否   | 否   | 否   | 否   | 否   |
| 2022     | 刺客狙击：暗影       | 是   | 是   | 否   | 否   | 否   | 否   | 否   | 否   |
| 2022     | 竞技场战斗冠军       | 是   | 是   | 否   | 否   | 否   | 否   | 否   | 否   |